# Paso del Indio

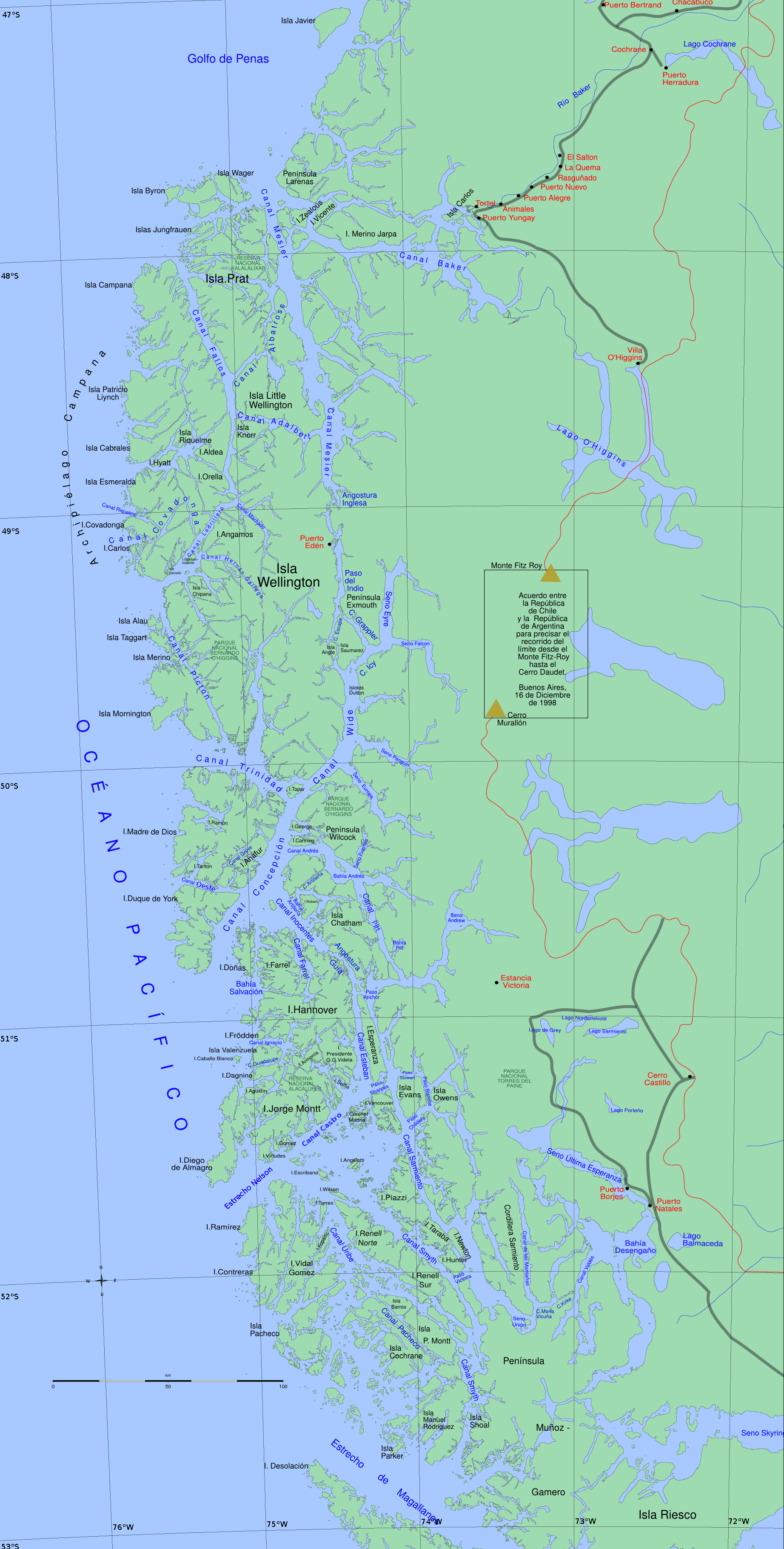
Golfo de Penas - Estrecho de Magallanes

El paso del Indio está situado en el océano Pacífico en la región austral de Chile, al sur del golfo de Penas. Es uno de los canales patagónicos principales, longitudinales, de la Patagonia chilena. Es la continuación hacia el sur de la angostura Inglesa. 
Administrativamente pertenece a la provincia Última Esperanza de la XII Región de Magallanes y la Antártica Chilena.
Desde hace aproximadamente 6.000 años sus costas fueron habitadas por el pueblo kawésqar.  A comienzos del siglo XXI este pueblo había sido prácticamente extinguido por la acción del hombre blanco.

## Ubicación
Mapa del paso
Es la continuación de la angostura Inglesa hacia el sur. Comienza a la cuadra del islote Harwood en coordenadas 49°06′30″S 74°22′30″O / -49.10833, -74.37500 y termina a la cuadra de la isla Foot en coordenadas 49°23′15″S 74°25′30″O / -49.38750, -74.42500.
Su dirección general es norte-sur y su largo de 17 millas. El paso corre entre la costa firme de la Patagonia chilena llamado en esa área promontorio Exmouth y la costa oriental de la parte central de la isla Wellington.
En la costa de la isla Wellington, en la parte norte del paso está situado puerto Edén, única localidad habitada del área.
En el paso hay algunos bajos fondos, islotes y rocas con aguas profundas a su alrededor. Como es habitual debe navegarse siguiendo el track señalado en las cartas de navegación.

## Geología y orografía
Son una sucesión de tierras altas y barrancosas con numerosas cumbres y promontorios muy parecidos entre sí. Sus cabos y puntas terminan en forma abrupta. Lo anterior, unido al silencio y soledad del entorno hacen de estas islas y canales una de las regiones más bellas del planeta. 
Las costas son acantiladas y sus canales, en general son limpios y abiertos, donde hay escollos estos están invariablemente marcados por sargazos.
Existen alturas bastante notables que sirven para reconocer la entrada a los diferentes senos, canales o bahías. Estas están claramente indicadas en las respectivas cartas y derroteros de la región.
En el pasado se produjo un hundimiento del territorio provocado por el encuentro, frente a la península de Taitao, de tres placas tectónicas: la de Nazca y la Antártica que se mueven hacia el este, y la Sudamericana que se desplaza hacia el oeste. Esta situación ocasionó un notorio hundimiento del borde de la placa Sudamericana bajando los suelos a su nivel actual, lo que se puede comprobar por la fragmentación del territorio y la penetración del mar en los lugares hundidos, surgiendo gran cantidad de islas.
Data de la época terciaria; y es producto de la misma causa geológica que  hizo aparecer primero la cordillera de la Costa y luego la de los Andes. En la edad glacial, tomó su aspecto actual siendo la continuación hacia el sur de la cordillera de la Costa.
Es de origen ígneo por la clase de roca que lo constituye y por su relieve áspero e irregular, característico de las cadenas de erupción.

## Climatología
La región es afectada continuamente por vientos del oeste y por el paso frecuente de sistemas frontales. Estos sistemas frontales se generan en la latitud 60° S, zona en la que confluyen masas de aire subtropical y masas de aire polar creando un cinturón de bajas presiones que forma los sistemas frontales.
Esta área tiene un clima que se conoce como “templado frío lluviosos” que se extiende desde la parte sur de la X Región de Los Lagos hasta el estrecho de Magallanes. Aquí se registran las máximas cantidades de precipitaciones, en isla Guarello se han alcanzado hasta 9.000 mm anuales.
La nubosidad atmosférica es alta, los días despejados son escasos. La amplitud térmica es reducida, la oscilación anual es de aproximadamente 4 °C con una temperatura media de 9 °C. Precipita durante todo el año siendo más lluvioso hacia el otoño.
Existen solo dos estaciones: verano e invierno. El verano comienza en septiembre y los vientos empiezan a rondan del NW al SW. Los días comienza a ser más largos y en octubre pueden haber algunos días despejados. En los meses de diciembre, enero y febrero los vientos ya soplan casi exclusivamente del SW con gran intensidad.
Las lluvias, en esta estación, son frecuentes pero no tan persistentes como en el invierno y se presentan bajo la forma de fuertes y copiosos chubascos. La mejor época del año es la que va de febrero a abril. En mayo se observan bravezas de mar que traen mucha marejada. En mayo caen las primeras nevazones las que continúan durante todo el invierno. Las nevazones a veces son tan espesas que la visibilidad se ve reducida a no más de 100 metros. El viento ha rondado al NW. Los meses de junio y julio se consideran los peores del año. El mal tiempo es el estado normal de la región, el buen tiempo es un accidente transitorio.
En la mayoría de los senos, esteros y canales las tierras altas hacen cambiar la dirección del viento verdadero. El viento tiende a soplar a lo largo de los canales, siguiendo su dirección y hacia abajo en los valles.
En los puertos y fondeaderos que se encuentran a sotavento de las tierras altas, cuando los chubascos que soplan por lo alto encuentran quebradas o valles, bajan por ellos en forma repentina y violenta, a estos chubascos se les conoce como “williwaws”.
El viento dominante en toda la zona según el mes es: enero del NW – febrero del W – marzo y abril del W – mayo ronda al S – junio cambia al SW – julio y agosto entre el W al SW – septiembre del E y del N – octubre del W – noviembre del W al NW y en diciembre del WNW.

## Flora y fauna
En las laderas y hondonadas de los cerros crece un bosque tupido que se afirma en los intersticios de las rocas, los árboles se entrelazan unos con otros. Normalmente no se desarrollan sobre los 50 metros sobre el nivel del mar, pero donde está resguardado del viento dominante sube hasta los 200 y 300 metros sobre dicho nivel. Sobre la roca desnuda se observa una formación esponjosa sobre la cual crecen líquenes y musgos desde los cuales surge el agua a la menor presión que se ejerza sobre su superficie. Algunos árboles son el haya, el tepú y el canelo.
El reino animal es muy reducido, se pueden encontrar el zorro y algunos roedores. Hay lobos y nutrias. Entre las aves terrestres y acuáticas podemos encontrar el Martín pescador, el tordo, el zorzal, el cisne, el pato, el pingüino, el canquén, la gaviota y el quetro o pato a vapor. Entre los peces se encuentran el róbalo, el pejerrey, el blanquillo y la vieja. Entre los mariscos hay centollas, jaibas, erizos y choros.

## Señalización marítima
Existen balizas y boyas, que tienden a desaparecer por las corrientes y los malos tiempos, por lo que no son de fiar.
Las corrientes de marea son similares a las encontradas en la angostura Inglesa.

## Historia
A contar de 1520, con el descubrimiento del estrecho de Magallanes, pocas regiones han sido tan exploradas como la de los canales patagónicos. En las cartas antiguas la región de la Patagonia, entre los paralelos 48° y 50° Sur, aparecía ocupada casi exclusivamente por una gran isla denominada “Campana” separada del continente por el “canal de la nación Calén”, nación que se supuso existió hasta el siglo XVIII entre los paralelos 48° y 49° de latitud sur.
Desde mediados del siglo XX esos canales son recorridos con seguridad por grandes naves de todas las naciones, gracias a los numerosos reconocimientos y trabajos hidrográficos efectuados en esas peligrosas costas.
Por más de 6.000 años estos canales y sus costas han sido recorridas por los kawésqar, indígenas, nómades canoeros. Hay dos hipótesis sobre su llegada a los lugares de poblamiento. Una, que procedían del norte siguiendo la ruta de los canales chilotes y que atravesaron hacia el sur cruzando el istmo de Ofqui. La otra es que procedían desde el sur y que a través de un proceso de colonización y transformación de poblaciones cazadoras terrestres, procedentes de la Patagonia Oriental, poblaron las islas del estrecho de Magallanes y subieron por los canales patagónicos hasta el golfo de Penas. A comienzos del siglo XXI este pueblo había sido prácticamente aniquilado por la acción del hombre blanco.

## Descripción costa este

### Promontorio Exmouth
Mapa del promontorio
Es una gran península del continente que se ubica limitada por el este por el seno Eyre, por el suroeste por el canal Grappler y por el oeste por el paso del Indio. Mide 25 nmi de largo con una orientación general N-S y su mayor ancho, en la parte norte, es de 14 nmi. 
Cuenta con dos cadenas de montañas, una cercana a la ribera este del paso del Indio y la otra más al interior. En la parte norte sobresale el monte Jervis de 1391 metros de alto, en la parte sur hay algunos picos nevados y en el sector suroeste hay varios picos de 900 metros cubiertos de nieve.

### Punta Halliday
Mapa de la punta
Es el extremo NW de la península Exmouth y constituye el fin de la ribera oriente de la angostura Inglesa y el inicio norte del paso del Indio. Está rodeada de sargazos que se internan en sus aguas alrededor de ½ cable.

### Caleta Level
Mapa de la caleta
Situada en la costa NE del paso del Indio frente a las isla Henry y Salamandra de la ribera opuesta. Su profundidad es muy dispareja, varía entre los 13 y los 70 metros. Solo apta para embarcaciones menores.  
En el centro de la caleta desemboca un estero en el que existe el caserío de una fábrica conservera de mariscos.

### Estero Reindeer
Mapa del estero
Situado 2¼ nmi al sur de caleta Level en la costa de la península Exmouth. Tiene tiene una boca de ½ nmi y un saco de 2 nmi en dirección SE. No ha sido levantado.

### Islotes Guía
Mapa de los islotes
Son dos islotes separados por un cordón de rocas unas a flor de agua y otras sumergidas. Son bajos. Su alrededor es sucio hasta ¼ cable de distancia. En el extremo norte de uno de ellos está instalado el faro Islote Guía.

## Descripción costa oeste

### Islas Harwood
Mapa de las islas
Sus coordenadas aproximadas según el Derrotero son: L:49°07’00” S. G:74°22’00” W. Son un grupo formado por una isla principal, un islote ubicado al NW de la isla anterior y un islotillo situado al SE de la misma; el conjunto mide 3 nmi de largo. Están situadas a 5 cables al SW de la punta Halliday y 2 cables al este de la isla Salamandra.  
La enfilación de estas islas con la punta Halliday marca el límite sur de la angostura Inglesa y el comienzo hacia el sur del paso del Indio.

### Isla Salamandra
Mapa de la isla
Sus coordenadas según el Derrotero son: L:49°07’00” S. G:74°23’00” W. Situada 2 cables al oeste de las islas Harwood. Tiene un largo de 7½ nmi. Por su lado norte corre el canal Norte de puerto Edén.

### Isla Morton
Mapa de la isla
Situada ¼ de cable al sur de la isla Salamandra forma el lado NE de puerto Edén. Tiene 8 nmi de largo, es arbolada y de 45 metros de alto. Alrededor de su lado NW hay bajos fondos y un arrecife que avanza hacia el canal Norte de puerto Edén.

### Isla Carlos
Mapa de la isla
Situada ½ nmi al SW de la isla Morton. Forma parte de un grupo de islas que abrigan puerto Edén por su lado este. Junto con la isla Dulce ocupa la mayor parte del acceso a puerto Edén que dividen en dos pasos llamados canal Sur y canal del Este.
Tiene 46 metros de alto, es boscosa. En ella está instalado un faro automático y en su cumbre hay una torre de fibra de vidrio de 10 metros de alto.

### Puerto Edén
Mapa del puerto
Se forma en la costa este de la isla Wellington, en la ribera oeste del paso del Indio. Tiene un saco de 1⅜ nmi. Abrigado por el este por las islas Morton, Dulce y Carlos.  
Se puede acceder al puerto por el canal Norte que corre entre la isla Wellington y las islas Salamandra y Morton; por el canal Este que fluye entre la isla Morton y la isla Dulce y por el canal Sur que se forma entre las islas Carlos y Wellington. Ofrece fondeadero seguro para todo tipo de naves. 
En la isla Wellington se alza el monte Jenkins de 134 metros de alto y hacia el WNW del mismo otra cumbre de 524 metros. También en la isla Wellington se alzan tres torres de la ex-radioestación de la Fuerza Aérea de Chile más una casa y galpón donde funciona una conservera de mariscos. Cercano a los anteriores hay un caserío llamado Villa Puerto Edén que cuenta con Alcaldía de Mar, retén de Carabineros, oficina de correos y telégrafos y una escuela pública.

### Caleta Lackawana
Mapa de la caleta
Se abre en la costa de la isla Wellington al sur del acceso a puerto Edén, 6 cables al sur del extremo sur de la isla Morton. Su entrada tiene sólo 45 metros de ancho y en el centro de ella hay una roca con 3,70 metros de agua. No tiene valor para la navegación.

### Arrecife Gorgón
Mapa del arrecife
Ubicado al sur de la caleta Lackawana, 3½ cables de la costa de la isla Wellington. Tiene 3½ cables de largo en sentido N-S por 1½ cables de E-W, queda cubierto de sargazos durante la marea alta. En él hay instalada una baliza de babor con poste de madera. Cercanos a la baliza hay bajos fondos y una roca ahogada. Las naves que navegan el paso del Indio deben mantenerse más cerca de la costa oriental del paso.

### Isla Marta
Mapa de la isla
Situada 1 nmi al SSW del arrecife Gorgón y a ½ cable de la costa de la isla Wellington. Mide 1 nmi en dirección N-S. Tiene una altura de 32 metros. Desde su extremo sur se desprenden algunas rocas hacia el paso del Indio. Forma el lado oriental del puerto Riofrío.

### Puerto Riofrío
Mapa del puerto
Se abre en la costa de la isla Wellington sobre la costa occidental del paso del Indio. En el centro de la entrada se encuentra la roca Covadonga que restringe el acceso y que se encuentra señalizada mediante una baliza de fierro de 4 metros y un canastillo de babor. No se recomienda emplearlo por la presencia en su entrada de muchos bajos fondos. En la costa contigua se alzan cumbres de 115, 342 y 358 metros. En su interior abunda el pescado.

### Islotes Covadonga
Mapa de los islotes
Se encuentran 2 nmi al SSE del puerto Riofrío a medio canal y se extienden por más de 1 nmi en dirección N-S. Comienzan con el islote Toro de 12 metros de alto por el norte y finalizan en el bajo Abtao que tiene solo 3,70 metros de agua encima y que se encuentra cercano a la isla Crossover. Todos son boscosos excepto los del sector sur. 
Las cartas de navegación indican dos rutas para navegar esta parte del paso. La ruta oriental es más estrecha pero más recta y es la que debe preferirse cuando el tiempo está cerrado.

### Isla Crossover
Mapa de la isla
Situada 1 nmi al sur de los islotes Covadonga y próxima a la orilla occidental del paso. Tiene 1 nmi de largo. En la parte norte tiene 96 metros de alto. Al WSW del extremo nororiente hay una mancha blanca muy notable. En su costa SE hay un faro automático.